# Liga de Agricultores
La Liga de Agricultores (en alemán: Bund der Landwirte, BdL, en checo: Německý svaz zemědělců) era un partido político agrario de etnia alemana en Checoslovaquia. Ideológicamente, el partido era moderadamente conservador y tenía su base en la zona de los Sudetes. El partido estuvo encabezado por Franz Spina. La Landjugend era el ala juvenil del partido. En las elecciones de 1920, el partido obtuvo 11 escaños (3,9% de los votos a nivel nacional).
En las elecciones de 1925, la BdL consiguió 24 escaños (8% de los votos). Después de las elecciones, la BdL se unió al gobierno checoslovaco. Spina fue nombrado ministro nacional. Después de haber entrado en el gobierno, el partido comenzó a cooperar con los agricultores checoslovacos.
En las elecciones de 1929, la presencia parlamentaria de la BdL se redujo a la mitad. El partido obtuvo 12 escaños, habiendo obtenido el 4% de los votos.
Después de que el DNP y el DNSAP fueron prohibidos en octubre de 1933, la atmósfera política en los Sudetes cambió. La BdL estuvo bajo la presión de los radicales de derecha en Landjugend y formó un movimiento llamado Landstand dirigido por Gustav Hacker (el líder de Landjugend). La Landstand se formó con la intención de permitir la cooperación con el Sudetendeutsche Heimatfront (SHF). A través de la creación de la Landstand, es posible que la BdL buscara adelantarse a la competencia del SHF en los Sudetes. La BdL esperaba lograr una división entre la Landstand y el SHF, pensando que el SHF movilizaría a la población urbana y la BdL/Landstand mantendría su dominio sobre la política rural alemana. Estos acercamientos al SHF provocaron rupturas en el gobierno checoslovaco. El DSAP (socialdemócratas alemanes), que también estaban en el gobierno, estaban particularmente preocupados y pidieron a la BdL que se diferenciara de "los fascistas". Al final, la BdL quedó al margen cuando los agricultores checoslovacos empezaron a cooperar directamente con el SHF. La Landstand se convirtió en un movimiento de corta duración.
En las elecciones de 1935, la BdL obtuvo el 1,7% del voto nacional. El partido obtuvo 5 escaños parlamentarios. El partido sufrió mucho por la competencia del Partido Alemán de los Sudetes (SdP), la nueva encarnación del SHF. Después de las elecciones, la BdL comenzó a reorientarse hacia la cooperación con las fuerzas democráticas, declarando su apoyo a Edvard Beneš como presidente justo antes de las elecciones. Pero el partido sufrió continuamente deserciones de sus filas.
En el nuevo escenario, la BdL se dividió en dos fracciones. Uno dirigido por Hackner, que se había convertido en presidente del partido, y otro dirigido por Spina. Después del Anschluss de Austria, Hacker pidió a todos los miembros de la BdL que se unieran al SdP. La situación en la BdL se volvió cada vez más caótica. El 22 de marzo de 1938, Hacker se proclamó a sí mismo como el 'plenipotenciario' de la BdL, y pasó a declarar que el partido se fusionó en el SdP. La fracción liderada por Spina intentó reagruparse, pero no pudo reconstruir la BdL.